# Chilská hymna
Hymna Chile je píseň Himno Nacional de Chile (česky Národní hymna Chile), také známá jako Canción Nacional či Puro, Chile. Hudbu složil v roce 1827 Ramon Carnicer. V historii se několikrát měnil text i kompletní aranžmá. Největší změna textu byla provedena po pádu diktatury Augusta Pinocheta.

## Text hymny
Puro, Chile, es tu cielo azulado.
Puras brisas te cruzan también.
Y tu campo de flores bordado
Es la copia feliz del Edén.
Majestuosa es la blanca montaña
Que te dio por baluarte el Señor
Que te dio por baluarte el Señor,
Y ese mar que tranquilo te baña
Te promete un futuro esplendor
Y ese mar que tranquilo te baña
Te promete un futuro esplendor.

### Refrén
Dulce Patria, recibe los votos
Con que Chile en tus aras juró:
Que o la tumba serás de los libres
O el asilo contra la opresión
Que o la tumba serás de los libres
O el asilo contra la opresión
Que o la tumba serás de los libres
O el asilo contra la opresión
O el asilo contra la opresión
O el asilo contra la opresión.